# Magdalena Szczerkowska
Magdalena Szczerkowska (ur. 29 sierpnia 1992) – polska tenisistka stołowa, reprezentantka Polski. Zawodniczka klubu tenisa stołowego SKTS Sochaczew (klub bierze udział w rozgrywkach ekstraklasy kobiet). Absolwentka Liceum Ogólnokształcącego im. Marii Skłodowskiej - Curie w Rawie Mazowieckiej.

## Osiągnięcia
- dwukrotna złota medalistka młodzieżowych mistrzostw Polski (w singlu i deblu) - Częstochowa 2013
- dwukrotna złota medalistka indywidualnych mistrzostw Polski seniorów (w deblu i mikcie) - Ostróda 2013
- brązowa medalistka MP seniorek w deblu w parze z Klaudią Kusińską- Wieliczka 2012
- brązowa medalistka MP seniorek w deblu w parze z Klaudią Kusińską i złota w mikście w parze z Robertem Florasem - Białystok 2011
- dwukrotna złota medalistka MMP - w grze pojedynczej i podwójnej 2011
- brązowa medalistka MP w deblu w parze z Klaudią Kusińską - Sosnowiec 2010
- potrójna złota medalistka MP Juniorek - w singlu, w deblu oraz w drużynie razem z Klaudią Kusińską - Lidzbark Warmiński 2010
- brązowa medalistka mistrzostw Europy juniorek - Stambuł - w grze pojedynczej 2010
- srebra medalistka w grze pojedynczej ME juniorek w Pradze 2009
- dwukrotna brązowa medalistka ME juniorek w Pradze (w grze podwójnej i turnieju drużynowym)2009
- czterokrotna złota medalistka IMP juniorek (w singlu, deblu, mikście i turnieju drużynowym) 2009
- srebrna medalistka MM Słowacji juniorek w Malacky w grze pojedynczej w 2008
- potrójna złota medalistka MPJ w drużynówce, w singlu, w deblu w parze z Klaudią Kusińską w 2008
- złota medalistka drużynowej Ogólnopolskiej Gimnazjady Młodzieży w 2008
- złota medalistka MM Słowenii juniorek w grze pojedynczej w 2008
- brązowa medalistka MM Czech kadetek w Hodoninie w grze pojedynczej w 2007
- poczwórna złota medalistka OOM kadetek w drużynówce, w singlu, w deblu w parze z Klaudią Kusińską oraz w mikście w parze z Robertem Florasem w 2007
- złoty medal w Polish Youth Open w grze pojedynczej kadetek w 2007
- brązowa medalistka mistrzostw Europy kadetek w mikście w parze z Robertem Florasem w 2007
- srebrna i brązowa medalistka ITTF WJC Finals & WCC w Kapsztadzie w 2007
- podwójna złota medalistka OOM (w grze podwójnej w parze z Klaudią Kusińską i w turnieju drużynowym), dodatkowo srebrna medalistka w grze pojedynczej w 2006
- złota medalistka Polish Youth Open w kat. kadetek w turnieju drużynowym w 2006
- drużynowa mistrzyni Polski w rozgrywkach ligowych z zespołem GLKS Nadarzyn w 2006
- srebrna medalistka mistrzostw Europy kadetek w grze podwójnej w parze z Klaudią Kusińską w 2006